# 가미정 (효고현 다카군)
가미정(加美町)은 효고현 중부에 존재했던 다카군의 정이다.
2005년 11월 1일, 나카정, 가미정, 야치요정의 3정이 합병해 다카정이 되었기 때문에 소멸하였다.

## 역사
- 1955년 1월 1일 - 스기하라다니촌, 마쓰이쇼촌이 합병해 가미촌이 성립하였다.
- 1960년 1월 1일 - 가미촌이 정으로 승격해 가미정이 되었다.
- 2005년 11월 1일 -나카정, 야치요정과 합병해 다카정이 성립하였다. 동일 가미정은 폐지되었다.

## 교통

### 도로
- 국도 제427호선 (일본)(일본어판)